# St. Stephens College, Delhi
St Stephen's College är en skola vid universitetet i Delhi i Delhi, Indien. Både grundutbildningsstudenter och forskarstuderande studerar här. St Stephen's är allmänt känd som en av Indiens bästa institutioner inom de fria konsterna och vetenskapen . Studenter som studerar vid skolan är så kallade Stephanians.